# Петр Мразек
Петр Мразек (чеськ. Petr Mrázek, нар. 14 лютого 1992, Острава) — чеський хокеїст, воротар клубу НХЛ «Кароліна Гаррікейнс». Гравець збірної команди Чехії.

## Ігрова кар'єра

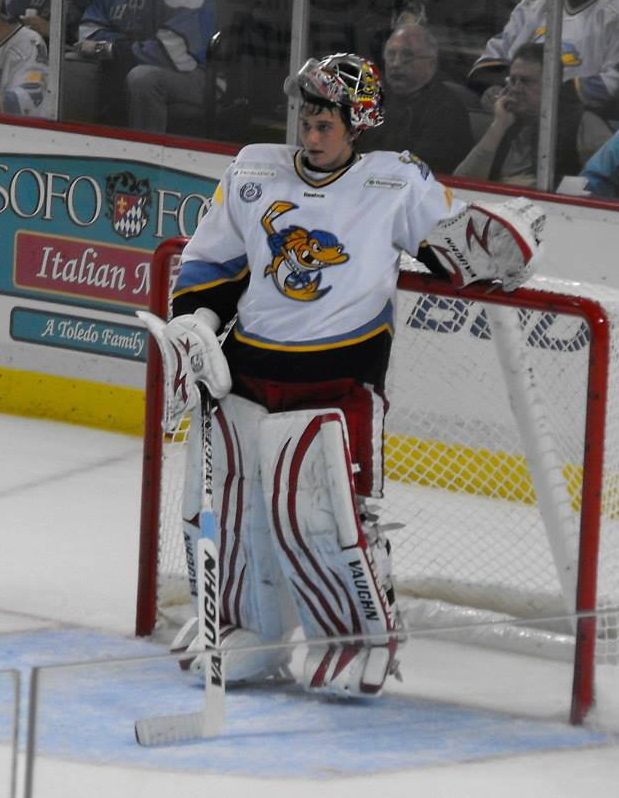
Мразек у формі «Толідо Воллай», сезон 2012–13.

Вихованець хокейного клубу «Вітковіце» в складі якого дебютував у сезоні 2007/08. 
Хокейну кар'єру в Північній Америці розпочав 2009 року виступами за «Оттава 67-і» (ОХЛ). З 30-и матчів, які провів Петр у першому сезоні перемогу здобув у дванадцяти іграх, в дев'яти його команда зазнала поразки ще одна перемога здобута в овертаймі.
На драфті юніорів КХЛ 2010 був обраний українським клубом «Будівельник».
2010 року був обраний на драфті НХЛ під 141-м загальним номером командою «Детройт Ред-Вінгс». 19 жовтня 2011 Мразек підписав трирічний контракт з «червоними крилами». За два сезони з 2010 по 2012 воротар у регулярному сезоні відіграв за «Оттава 67-і» 102 матчі, в 62-х здобута перемога, а 28 завершились поразкою ще дев'ять матчів завершились в овертаймі. 
4 квітня 2011, Мразек підписав контракт з фарм-клубом «Ред-Вінгс» «Гранд Репідс Гріффінс», що виступає в АХЛ.
Сезон 2012/13 провів одразу в двох клубах, початок сезону в складі «Толідо Воллай» (ХЛСУ), а решту в складі «Гранд Репідс Гріффінс».
Мразек дебютував у складі «Детройту» 7 лютого 2013 в грі проти «Сент-Луїс Блюз». Детройт виграв 5-1, а Петр відбив 26 кидків. Мразек став другим воротарем в історії хокею Північної Америки, що виграв свої дебютні матчі одразу в трьох лігах ХЛСУ, АХЛ і НХЛ в одному сезоні, приєднавшись до Алекса Олда.
У 2013 став володарем Кубка Колдера в складі «Гранд Репідс Гріффінс», а в наступному сезоні потрапив до другої команди всіх зірок АХЛ.
1 липня 2014 «Детройт» подовжив строк дії контракту на один рік. У сезоні 2014/15 Петр відіграв 29 матчів за «Ред-Вінгс», обновивши свої рекорди В НХЛ.
16 квітня 2015, Мразек дебютував у плей-оф Кубка Стенлі проти «Тампа-Бей Лайтнінг». Перша гра завершилась перемогою «червоних крил» 3-2, а Петр відбив 44 кидка з 46. Двічі в цій серії він відстояв власні ворота на нуль, але серію зрештою виграли «блискавки» 3:4.
27 липня 2016 Мразек подовжив строку дії контракту з «Детройт Ред-Вінгс» на два роки.
Сезон 2016/17 був одним із важких для Петра. З 50-и проведених матчів він здобув перемогу в вісімнадцяти, а в 21-у його команда зазнала поразку.

## Збірна
Був гравцем молодіжної збірної Чехії, найкращий воротар турніру 2012 року.
У складі національної збірної бронзовий призер чемпіонату світу 2012. Брав участь в Кубку світу 2016 та чемпіонаті світу 2017.

## Нагороди та досягнення
- Найкращий воротар молодіжного чемпіонату світу — 2012.

## Статистика
| Сезон        | Клуб                    | Ліга         | Регулярний сезон | Регулярний сезон | Регулярний сезон | Регулярний сезон | Регулярний сезон | Регулярний сезон | Регулярний сезон | Регулярний сезон | Регулярний сезон | Плей-оф | Плей-оф | Плей-оф | Плей-оф | Плей-оф | Плей-оф | Плей-оф | Плей-оф |
| Сезон        | Клуб                    | Ліга         | І                | В                | П                | Н/OT             | Хв               | ПГ               | ІБГ              | ПГГ              | %ВК              | І       | В       | П       | Хв      | ПГ      | ІБГ     | ПГ      | %ВК     |
| ------------ | ----------------------- | ------------ | ---------------- | ---------------- | ---------------- | ---------------- | ---------------- | ---------------- | ---------------- | ---------------- | ---------------- | ------- | ------- | ------- | ------- | ------- | ------- | ------- | ------- |
| 2009–10      | «Оттава 67-і»           | ОХЛ          | 30               | 12               | 9                | 1                | 1,562            | 78               | 3                | 3.00             | .905             | 8       | 4       | 4       | 451     | 18      | 0       | 2.39    | .928    |
| 2010–11      | «Оттава 67-і»           | ОХЛ          | 52               | 32               | 15               | 3                | 3,089            | 146              | 4                | 2.84             | .920             | 4       | 0       | 3       | 224     | 21      | 0       | 5.63    | .868    |
| 2011–12      | «Оттава 67-і»           | ОХЛ          | 50               | 30               | 13               | 6                | 3,016            | 143              | 3                | 2.84             | .917             | 17      | 9       | 8       | 1,065   | 46      | 0       | 2.59    | .926    |
| 2012–13      | «Толідо Воллай»         | ХЛСУ         | 3                | 2                | 1                | 0                | 179              | 6                | 0                | 2.02             | .944             | —       | —       | —       | —       | —       | —       | —       | —       |
| 2012–13      | «Гранд Репідс Гріффінс» | АХЛ          | 42               | 23               | 16               | 2                | 2,498            | 97               | 1                | 2.33             | .916             | 24      | 15      | 9       | 1,431   | 55      | 4       | 2.31    | .916    |
| 2012–13      | «Детройт Ред-Вінгс»     | НХЛ          | 3                | 2                | 1                | 0                | 133              | 4                | 1                | 2.02             | .922             | —       | —       | —       | —       | —       | —       | —       | —       |
| 2013–14      | «Гранд Репідс Гріффінс» | АХЛ          | 32               | 22               | 9                | 1                | 1,830            | 63               | 3                | 2.10             | .924             | 10      | 5       | 5       | 600     | 28      | 0       | 2.80    | .911    |
| 2013–14      | «Детройт Ред-Вінгс»     | НХЛ          | 9                | 2                | 4                | 0                | 449              | 13               | 2                | 1.74             | .927             | —       | —       | —       | —       | —       | —       | —       | —       |
| 2014–15      | «Гранд Репідс Гріффінс» | АХЛ          | 13               | 9                | 2                | 0                | 756              | 26               | 3                | 2.06             | .927             | —       | —       | —       | —       | —       | —       | —       | —       |
| 2014–15      | «Детройт Ред-Вінгс»     | НХЛ          | 29               | 16               | 9                | 2                | 1,585            | 64               | 3                | 2.38             | .918             | 7       | 3       | 4       | 398     | 14      | 2       | 2.11    | .925    |
| 2015–16      | «Детройт Ред-Вінгс»     | НХЛ          | 54               | 27               | 16               | 6                | 2,681            | 115              | 4                | 2.33             | .921             | 3       | 1       | 2       | 178     | 4       | 1       | 1.36    | .945    |
| 2016–17      | «Детройт Ред-Вінгс»     | НХЛ          | 50               | 18               | 21               | 9                | 2,858            | 145              | 1                | 3.04             | .901             | —       | —       | —       | —       | —       | —       | —       | —       |
| 2017–18      | «Детройт Ред-Вінгс»     | НХЛ          | 22               | 8                | 7                | 3                | 1,184            | 57               | 3                | 2.89             | .910             | —       | —       | —       | —       | —       | —       | —       | —       |
| 2017–18      | Філадельфія Флайєрз     | НХЛ          | 17               | 6                | 6                | 3                | 913              | 49               | 1                | 3.22             | .891             | 1       | 0       | 0       | 31      | 2       | 0       | 3.87    | .857    |
| 2018–19      | Кароліна Гаррікейнс     | НХЛ          | 40               | 23               | 14               | 3                | 2,387            | 95               | 4                | 2.39             | .914             | 11      | 5       | 5       | 660     | 30      | 2       | 2.73    | .894    |
| Усього в НХЛ | Усього в НХЛ            | Усього в НХЛ | 223              | 101              | 78               | 26               | 12,455           | 541              | 18               | 2.61             | .911             | 22      | 9       | 11      | 1,267   | 50      | 5       | 2.37    | .910    |